# Literaturjahr 1830
Liste der Literaturjahre

◄◄ | Literaturjahr 1830

Weitere Ereignisse

## Ereignisse
- 25. Februar: Das Drama Hernani (Hernani, ou l’Honneur castillan) von Victor Hugo wird in der Comédie-Française uraufgeführt, damit wird das „romantische Drama“ begründet.
- 04. August: Der französische Schriftsteller Marie-Henri Beyle veröffentlicht seinen gesellschaftskritischen Roman Rot und Schwarz. Das Werk handelt von dem aus einfachen sozialen Verhältnissen stammenden Julien Sorel, der über den Priesterstand versucht, in aristokratische Kreise aufzusteigen. Um Karriere machen zu können, muss sich Sorel verstellen und von seinen eigentlichen Bedürfnissen abrücken. Am Ende scheitert der Protagonist daran, in den Adelsstand erhoben zu werden. Stattdessen wird er in einem Brief als Emporkömmling verunglimpft, versucht sich dafür an der Verfasserin zu rächen und wird für sein versuchtes Attentat schließlich selbst zum Tode verurteilt. Erst als seine Karriere am Ende angelangt ist, findet Sorel zu seinem eigentlichen Ich zurück.[1] Der Titel Rot und Schwarz referiert auf die Stützen der französischen Gesellschaft kurz vor Beginn der Julirevolution: Bereits im Ancien Régime stand schwarz für die Geistlichkeit und rot für die Armee. Stendhal wollte mit dieser Metapher auf den politischen Stillstand seiner Zeit aufmerksam machen.[2]

- 02. November: In der Salem-Gazette erscheint die anonyme Kurzgeschichte The Battle-Omen, die möglicherweise aus der Feder von Nathaniel Hawthorne stammt.
- 12. November: Nathaniel Hawthorne veröffentlicht in der Salem Gazette anonym die Kurzgeschichte The Hollow of the Three Hills. Am 18. Dezember erscheint in derselben Zeitung seine Kurzgeschichte An Old Woman’s Tale.
- In Berlin wird das nachfolgend insbesondere auf den Autographenhandel spezialisierte Antiquariat und Auktionshaus J. A. Stargardt gegründet.

## Geboren
- 04. Januar: Ernst Behm, deutscher Schriftsteller († 1884)
- 18. Januar: Grigor Parlitschew, mazedonisch-bulgarischer Schriftsteller († 1893)
- 31. Januar: Henri Rochefort, französischer Journalist und Schriftsteller († 1913)

- 08. Februar: August Siemering, deutsch-US-amerikanischer Schriftsteller, Journalist und Zeitungsverleger († 1883)
- 24. Februar: Karolína Světlá, tschechische Schriftstellerin († 1899)

- 15. März: Paul Heyse, deutscher Schriftsteller und Literaturnobelpreisträger († 1914)
- 24. März: Robert Hamerling, österreichischer Schriftsteller, Dichter und Gymnasiallehrer († 1889)

- 01. Mai: Guido Gezelle, flämischer Dichter († 1899)
- 18. Mai: Georg Pertz, deutscher Dichter, Schriftsteller, Übersetzer und Jurist († 1870)
- 20. Mai: Hector Malot, französischer Schriftsteller († 1907)
- 29. Mai: Louise Michel, französische Autorin und Anarchistin († 1905)

- 08. September: Frédéric Mistral, französischer Dichter und Linguist († 1914)
- 13. September: Marie von Ebner-Eschenbach, österreichische Schriftstellerin († 1916)

- 13. Oktober: Georg Kruse, deutscher Schauspieler und Schriftsteller († 1908)
- 14. Oktober: Helen Hunt Jackson, US-amerikanische Autorin († 1885)

- 25. November: Lina Morgenstern, deutsche Schriftstellerin, Frauenrechtlerin († 1909)

- 05. Dezember: Christina Rossetti, englische Dichterin († 1894)
- 10. Dezember: Emily Dickinson, US-amerikanische Dichterin († 1886)
- 17. Dezember:  Jules de Goncourt, französischer Schriftsteller († 1870)

## Gestorben
- 17. Januar: Wilhelm Waiblinger, deutscher Dichter und Schriftsteller (* 1804)
- 21. März: Johann Rudolf Wyss, Schweizer Autor (* 1782)
- 24. Juli: Carl Gustav Jochmann, deutscher Publizist (* 1789)
- 18. September: William Hazlitt, englischer Essayist und Schriftsteller (* 1778)
- 08. Dezember: Benjamin Constant, französisch-schweizerischer Schriftsteller (* 1767)
- 31. Dezember: Félicité de Genlis, französische Schriftstellerin (* 1746)